# Merempan Hulu
Merempan Hulu is een bestuurslaag in het regentschap Siak van de provincie Riau, Indonesië. Merempan Hulu telt 1332 inwoners (volkstelling 2010).